# La Mort (Jankélévitch)
Pour les articles homonymes, voir La Mort (homonymie).
La Mort est un essai philosophique de Vladimir Jankélévitch publié en 1977 aux éditions Flammarion. L'auteur essaie d'y définir la mort et la façon dont on peut la percevoir.

## Construction
L'ouvrage est composé de trois parties qui chacune tente de définir une façon de concevoir la mort. La première s'attache à ce qui est avant la mort, la seconde au moment de la mort, et la troisième à ce qui advient après la mort.

### Chapitrage
- Le mystère de la mort et le phénomène de la mort
- Première Partie : La Mort en deçà de la mort
  - La mort durant la vie
  - L'organe-obstacle
  - L'entr'ouverture
  - Le vieillissement

- Seconde Partie : La Mort dans l'instant mortel
  - L'instant mortel est hors catégories
  - Le presque-rien de l'article mortel
  - L'irreversible
  - L'irrévocable
- Troisième Partie : La Mort au-dela de la mort
  - L'avenir eschatologique
  - Absurdité de la survie
  - Absurdité de la nihilisation
  - La quoddité est impérissable. L'irrévocable de l'irréversible

## Principaux thèmes

### L'impossibilité de concevoir la mort
Pour Jankelevitch, la mort est impossible à concevoir. Il expose sa thèse dès l'incipit, en effet, la première phrase de son introduction est : « on peut douter que le problème de la mort soit à proprement parler un problème philosophique ». La mort est l'inconnaissable même, et c'est pour prouver cela qu'il écrit cet ouvrage, afin de dire tout ce qu'il est possible de dire dessus, et de prouver qu'il est impossible d'en parler. La construction de son texte tente ainsi de prouver sa thèse. Il évoque d'abord le temps d'avant la mort et il montre que l'on ne connaît pas encore la mort, il est donc impossible de la penser. Sa deuxième partie tend à prouver que le moment de la mort n'existe pas. On ne meurt pas, soit on est en vie, soit on est mort. Et sa dernière partie montre qu'une fois mort, on ne peut connaître la mort, car il n'y a plus de sujet pensant. En définitive, il n'est possible à aucun moment de penser la mort.

### La «primultimité» de la vie
Jankelevitch affirme que chaque vie est la première et la dernière, il a ainsi créé un néologisme, la « primultimité ». En ce sens, puisque chaque vie ne peut être qu'une fois, il estime que rien n'a plus de valeur qu'elle. Il justifie ainsi l'acharnement thérapeutique et condamne l'euthanasie.

### L'irréversible et l'irrévocable
Jankelevitch réfléchit aussi sur la fuite du temps. Il affirme que l'on ne peut pas ne plus avoir été ce que l'on a été. Ce qui est notre passé est irréversible, « le Fuisse est irréversible ». A cela s'ajoute l'irrévocable, il soutient que ce qui a été fait ne peut être corrigé. On ne peut pas changer le fait d'avoir fait, on peut seulement en supprimer les conséquences postérieures.